# فيسينتي فوكس
فيسينتي فوكس كيسادا (بالإسبانية: Vicente Fox Quesada)‏، حاصل على وسام القديس ميخائيل والقديس جرجس، ووسام إيزابيلا الكاثوليكية (أمريكي من أصل إسباني ولد في 2 يوليو عام 1942) هو رجل أعمال وسياسي مكسيكي شغل منصب الرئيس الخامس والخمسين للمكسيك في الفترة من 1 ديسمبر عام 2000 حتى 30 نوفمبر عام 2006.
خلال حملته الانتخابية باعتباره شعبويًا يمينيًا، ترشح فوكس وانُتخب رئيسًا لحزب العمل الوطني (بّي إيه إن)، ليصبح أول رئيس ليس من الحزب الثوري المؤسساتي (بّي آر آي) منذ عام 1929. وهو حاليًا الرئيس المشارك لمنظمة الوسط الديمقراطي الدولية، وهي منظمة دولية لأحزاب سياسية وسطية يمينية.
انتُخب فوكس رئيسًا للمكسيك في الانتخابات الرئاسية لعام 2000، وهي انتخابات ذات أهمية تاريخية منذ أن جعلته أول رئيس مُنتخب من حزب معارض منذ انتخاب فرانسيسكو آي ماديرو في عام 1910. احتل فوكس المركز الأول بنسبة 42 بالمائة من الأصوات، وأصبح بذلك أول مرشح رئاسي منذ 71 عامًا يهزم الحزب الثوري المؤسساتي (بّي آر آي).
باعتباره رئيس، اتبع في الغالب السياسات الاقتصادية النيوليبرالية التي تبناها أسلافه من حزب بّي آر آي منذ أواخر ثمانينيات القرن العشرين. شهد النصف الأول من إدارته تحولًا آخر للحكومة الفيدرالية إلى اليمين، وعلاقات قوية مع الولايات المتحدة وجورج دبليو بوش، ومحاولات فاشلة لتطبيق ضريبة القيمة المضافة على الأدوية وبناء مطار في تيكسكوكو، وصراع دبلوماسي كبير مع الزعيم الكوبي فيدل كاسترو. أثار مقتل محامية حقوق الإنسان ديجنا أوتشوا في عام 2001 التساؤل حول التزام إدارة فوكس بالتخلي عن الماضي الاستبدادي لحقبة حزب بّي آر آي.
تميز النصف الثاني من إدارته بصراعه مع أندريس مانويل لوبيس أوبرادور، عمدة مدينة مكسيكو آنذاك. حاولت كل من حزب بّي إيه إن وإدارة فوكس، دون جدوى، عزل لوبيس أوبرادور من منصبه ومنعه من المشاركة في الانتخابات الرئاسية لعام 2006. أصبحت إدارة فوكس أيضًا متورطة في صراعات دبلوماسية مع فنزويلا وبوليفيا بعد دعم إنشاء منطقة التجارة الحرة للأمريكتين، والتي عارضتها هاتان الدولتان. أشرف عامه الأخير في المنصب على انتخابات 2006 المثيرة للجدل، حيث أُعلن فوز مرشح حزب بّي إيه إن فيليبي كالديرون بهامش ضيق جدًا على منافسه لوبيس أوبرادور، الذي ادعى أن الانتخابات كانت مزورة ورفض الاعتراف بالنتائج، داعيًا إلى احتجاجات في جميع أنحاء البلاد. في العام نفسه، كانت ولاية واهاكا الجنوبية مسرحًا لإضراب للمعلمين، بلغ الإضراب ذروته باندلاع احتجاجات واشتباكات عنيفة تطالب باستقالة الحاكم أوليسيس رويز أورتيز.
من ناحية أخرى، كان لفوكس الفضل في الحفاظ على النمو الاقتصادي خلال فترة إدارته، وخفض معدل الفقر من 43.7 بالمئة عام 2000 إلى 35.6 بالمئة عام 2006.
بعد أن شغل منصب رئيس المكسيك لمدة ست سنوات، عاد فوكس إلى مسقط رأسه في ولاية غواناخواتو، حيث يعيش هناك مع زوجته وعائلته. منذ مغادرته الرئاسة، شارك فوكس في الخطابة العامة وتطوير مركز فيسينتي فوكس للدراسات، والمكتبة، والمتحف.
طُرد فوكس من حزب بّي إيه إن في عام 2013، بعد أن أيد المرشح الرئاسي لحزب بّي آر آي، إنريكه بينيا نييتو، في انتخابات 2012. في انتخابات 2018، أيد فوكس مرة أخرى مرشح حزب بّي آر آي، خوسيه أنطونيو ميد.
في عام 2018، انضم فوكس إلى مجلس إدارة هاي تايمز.

## النشأة
وُلد فيسينتي فوكس في 2 يوليو 1942 في مدينة مكسيكو، وهو الثاني من بين تسعة أطفال. كان والده، خوسيه لويس فوكس بونت، مكسيكيًا من أصول ألمانية، وفرنسية، وإسبانية. والدته، مرسيدس كيسادا إتكسايد، كانت مهاجرة باسكية من سان سيباستيان، غيبوثكوا، في إسبانيا.
في السابق، تكهن الكثيرون بأن فوكس من أصل أيرلندي، ولكن اكتُشف أن جد فيسينتي، وهو جوزيف لويس فيوكس ولد في سينسيناتي، أوهايو، وكان ابنًا للمهاجرين الكاثوليك الألمان، لويس فوكس وكاثرينا إليزابيثا فلاخ، من ستراسبورغ. في سبعينيات القرن التاسع عشر تغير لقب «فيوكس» من الألمانية إلى ما يعادله بالإنجليزية، «فوكس». لم تكن العائلة على دراية بأصولها الألمانية وكانوا يعتقدون أن أصول عائلة فوكس تعود إلى أيرلندا.
قضى فوكس طفولته ومراهقته في مزرعة العائلة في سان فرانسيسكو ديل رينكون في غواناخواتو.  أمضى عامًا في مدرسة كامبيون الثانوية في برايري دو شين بولاية ويسكونسن حيث تعلم اللغة الإنجليزية. عند بلوغه سن الكلية، انتقل فوكس إلى مدينة مكسيكو وارتداد جامعة إبيرومريكانا وحصل على درجة البكالوريوس في إدارة الأعمال في عام 1964. ثم في عام 1974، حصل فوكس على شهادة في المهارات الإدارية من كلية هارفارد للأعمال.

### مساره المهني
في عام 1964، عينت شركة كوكا كولا فوكس كمشرف على الطريق وقاد شاحنة توصيل. بعد تسع سنوات، ارتقى إلى القمة، حيث شغل منصب الرئيس والمدير التنفيذي لشركة كوكا كولا مكسيكو. بعد ست سنوات في هذا المنصب، دُعي لقيادة جميع عمليات شركة كوكا كولا في أمريكا اللاتينية، لكن فوكس رفض واستقال لاحقًا من شركة كوكا كولا في عام 1979. خلال قيادة فوكس لشركة كوكا كولا مكسيكو، أصبحت الكولا المنتج الأكثر مبيعًا في المكسيك، ما زاد مبيعات كوكا كولا بنسبة 50 بالمئة تقريبًا.
بعد تقاعده من شركة كوكا كولا، بدأ فوكس في المشاركة في العديد من الأنشطة العامة في غواناخواتو، حيث أنشأ دار أيتام «باتروناتو دي لا كاسا كونا أميجو دانييل». كما شغل منصب رئيس باتروناتو لويولا، وهو أحد رعاة حرم ليون الجامعي لجامعة إبيرومريكانا ومعهد لوكس. 

## روابط خارجية
- فيسينتي فوكس على موقع IMDb (الإنجليزية)
- فيسينتي فوكس على موقع الموسوعة البريطانية (الإنجليزية)
- فيسينتي فوكس على موقع مونزينجر (الألمانية)
- فيسينتي فوكس على موقع إن إن دي بي (الإنجليزية)
- فيسينتي فوكس على موقع قاعدة بيانات الفيلم (الإنجليزية)